# Ilesha
Ilesha – miasto na południowym zachodzie Nigerii, w stanie Osun na północnym wschodzie od Ibadanu.
W mieście ośrodek rzemiosła i handlu. Występuje przemysł olejarski i drzewny, a także wydobywczy (kopalnie złota). Ludność: około 210 tys. mieszkańców (2006). Ilesha jest głównym punktem zbierania i eksportu kakao, oraz tradycyjny ośrodek kulturalny.